# 雅克-勒内·埃贝尔
雅克·勒內·埃貝爾（法語：Jacques-René Hébert，法語發音：[ʒak ʁəne ebɛʁ]；1757年11月15日—1794年3月24日）是法蘭西大革命時期的一名記者，創辦並編輯極端激進的《迪歇纳老爹报》。他的追隨者通常被稱為埃貝爾派，他自己有時也以他的報紙為名，自稱為「迪歇纳老爹」。在《迪歇纳老爹报》这一象征法国人民的形象化的名称下，在不同时期曾经出版了一些政治讽刺报纸：在1790—1794年法国资产阶级革命时期；在1848年，即1848—1849年革命时期，以及在1871年巴黎公社时期。虽然在不同时期有不同的政治方向，但这些报纸在每个阶段都反映了广大群众的情绪。在1871年，报纸经常使用这样一个副报头：“迪歇纳老爹勃然大怒”（La Grande Colère du Père Duchesne）。

## 早年生活

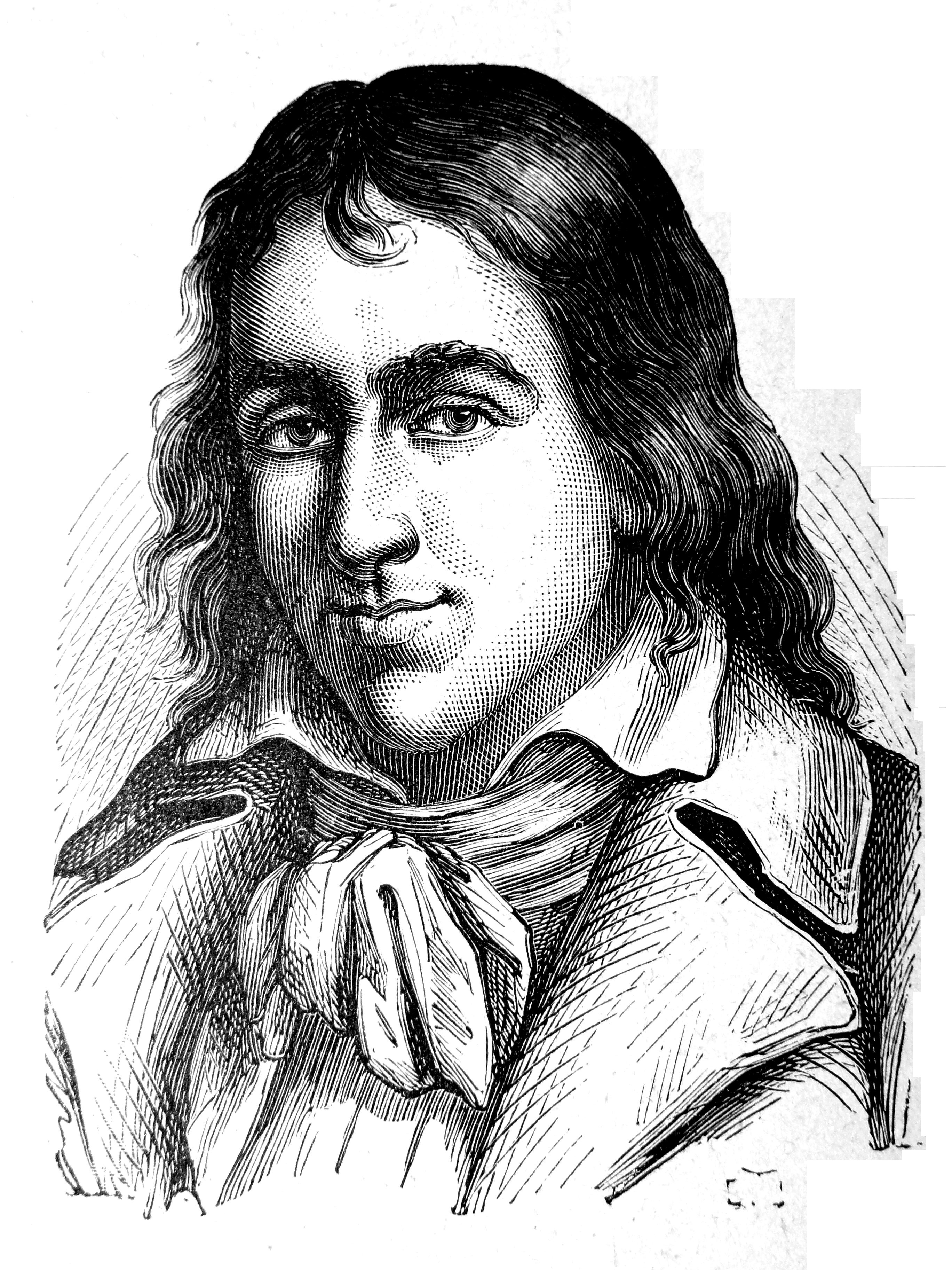
1780年，在巴黎的23歲埃貝爾。

1757年11月15日，他在出生於阿朗松 。他父親是雅克·埃貝爾（Jacques Hébert，？-1766），母親是瑪格麗特·拉伯奈什·德·乌德雷（Marguerite La Beunaiche de Houdré, 1727年至1787年）。他父親曾是金匠，主審法官和副總領事。雅克·勒內·埃貝爾在阿朗松學院學習法律，然後在阿朗松的事務律師實習作為文員，當時他因對克盧埃醫師的訴訟破產了。埃貝爾先出逃到盧昂，然後是巴黎。他經歷了一陣子經濟困頓的時期，在巴黎的胡桃街當理髮師支持生活。在那裡，他找到了综艺劇院的工作，他在業餘時間寫劇本，卻從來沒有上演。他因偷竊被解僱。然後，他加入了巫醫的工作。據說，他靠權宜手段和詐騙為生。
1789年，他開始寫他的“魔術幻燈，或是貴族的末日”（la Lanterne magique ou le Fléau des Aristocrates）小冊子，此後，也出版了幾本小冊子。1790年，經由他出版的小冊子，受到關注，並在1791年成為科德利埃俱樂部的重要成員。

## 《迪歇纳老爹报》
埃貝爾的影響力主要來自1790年到1794年，在他的定期刊物《迪歇纳老爹报》的文章。1790年9月，首次出版《迪歇纳老爹报》在他的人生開啟了一個新的時期。他睿智妙語撰寫的論戰文章，但也是暴力和刻薄的，並且故意傾向粗口俗語的措辭，以迎合無套褲漢的習慣。街頭小販會大聲叫賣：“今天迪歇纳老爹非常生氣憤怒！”（Il est bougrement en colère aujourd’hui le père Duchesne!）。他們寫作敘事風格是以迪歇纳老爹第一人稱的觀點，並且經常包含虛擬人物和法蘭西君主或政府官員之間對話的故事。
《迪歇纳老爹报》的外觀以直立唅著煙斗，戴著自由帽老頭的造型，和貴族的禮服及頭冠形成鮮明對比。  這使法蘭西的普羅大眾更容易聯繫到這個造型，增強了他的文字感染力度。
起初，在1790年至1791年，《迪歇纳老爹报》支持君主立憲制，甚至於更青睞國王路易十六，而對拉法耶特侯爵有意見。他的這一時期強烈攻擊的的目標是让-西弗兰·莫里，教皇權威強大的護衛者並且是教士的公民組織法主要反對者。
國王路易十六的出逃失敗後，他的語調顯著變為冷酷強硬。自1792年起，巴黎公社和戰爭部長讓-尼古拉·帕什及後來的让·巴蒂斯特·诺埃尔·布绍特購買幾千份《迪歇纳老爹报》，免費向公眾開放和部隊分發。
1785年揭露於公眾無比荒謬的鑽石項鍊事件，皇后成為被嘲笑的廉價目標後，她就成為所有報紙口徑一致的目標。他提到瑪麗·安托瓦內特為“否決夫人”（Madame Veto），並講到路易十六稱為“嗜酒和懶惰;一個戴綠帽子的豬”。他對瑪麗-安托瓦內特惡毒攻擊並非完全出於對皇后的仇恨，至少最初沒有。原來，埃貝爾試圖不僅要教育他的讀者，她是誰，但同時也要喚醒她，她是如何被法蘭西普羅大眾看待的。許多《迪歇纳老爹报》與她進行的對話是嘗試展示她的”花癡”形像或試圖請她調整自己的惡行。

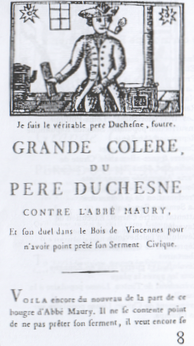
“迪歇纳老爹極大的憤怒” （1792）。

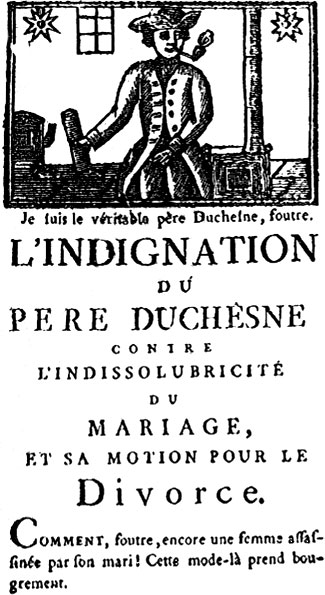
“迪歇纳老爹極大的憤怒” （1790）。

## 革命的角色
1791年7月17日，埃貝爾在戰神廣場簽署了一份請願書要求國王路易十六退位，隨後遇上拉法耶特侯爵指揮的國民自衛軍引起練兵場慘案在。這形成他在革命的心態，而《迪歇纳老爹报》採取了更哀怨的風格与更有效的訴諸普羅大眾。《迪歇纳老爹报》開始攻擊拉法耶特侯爵、米拉波和讓·西爾萬·巴伊。國王路易十六的出逃失敗後，他開始既攻擊國王路易十六也攻擊教皇庇護六世。
埃貝爾遇見了他未來的妻子瑪麗·古皮爾（1756年-1794年4月13日），教名“天意的姊妹(the Sisters of Providence)”，是聖奧諾雷路上”無玷始胎修會”（the couvent de la Conception）的修女。1792年2月7日解除僧職，36歲的她和35歲的埃貝爾結婚，隨後他們有一個女兒，弗吉尼亞-西皮翁·埃貝爾（1793年2月7日-1830年7月13日）。在這期間，埃貝爾過著豪華的，資產階級的生活。婚宴數週，他招待讓-尼古拉·帕什，巴黎市長和前戰爭部長，以及其他有影響力的人，喜歡優雅的打扮、然而他環繞自己的美麗事物有如美麗掛毯的飾物——可以對比皮埃爾·加斯帕爾·肖梅特的儉樸生活態度。他從哪裡得到了財政資源來支持他的生活方式，不清楚；無論如何，印發成千上萬份《迪歇纳老爹报》是讓-尼古拉·帕什的指令，以及他與约瑟夫·德洛奈——安德烈斯·瑪麗亞·德·古斯曼的情婦和妻子——的關係。
作為科德利埃俱樂部的成員，他是革命的巴黎公社 議員，其中上1792年8月9日和10日的暴動他被派往博讷努韦勒地區的革命派系。作為一個公共記者，他支持九月大屠殺。1792年12月22日，他被巴黎公社任命為第二後補檢察官，一直到1793年8月支持對吉倫特派的攻擊。1793年4月至5月，他隨著讓-保爾·馬拉等人的暴力攻擊吉倫特派。
1793年2月，他與追隨他的資產階級反對全面限價法令，設定糧食價格上限，理由是會導致囤積並激起怨恨。1793年5月20日，溫和多數的國民公會組成的十二人委員會，計畫用來調查和起訴陰謀者。1793年5月24日，在十二人委員會的催促下，他被逮捕。
但是，埃貝爾及時被警告，在無套褲漢的支援下，三天後國民公會被迫下令釋放他。

## 恐怖統治和去除法蘭西基督教運動
1793年5月31日至6月2日間，巴黎各區受到忿激派：雅克·魯和雅克·埃貝爾的鼓勵，在國民公會外抗議，要求行政和政治清洗，降低麵包固定價格，和僅僅對無套褲漢選舉權的限制。得到國民自衛軍的支持，他們脅迫國民公會逮捕31名吉倫特派領導人，包括雅克·皮埃爾·布里索。繼這些逮捕後，6月10日雅各賓派取得公共安全委員會控制權，建立了革命獨裁政體。7月13日，雅各賓領導人之一讓-保爾·馬拉遭到同情吉倫特派的夏洛特·科黛刺殺而身亡，新聞從業員以他們煽動性的修辭渲染，使雅各賓派的政治影響力進一步增強。乔治·雅克·丹东，八月十日事件的領導人，暴力對抗國王，從公共安全委員會 中被排除。 7月27日，被譽為“廉潔”的馬克西米連·羅伯斯庇爾，得以加入，並迅速成為委員會裡最有影響力的成員，委員會也轉變為對國內外反革命的敵人採取激進的措施。与此同時，6月24日，國民公會修編完成第一部共和憲法，法蘭西1793年憲法。它經由公民投票認可批准，但從未付諸實施; 像其他的法律，它被10月的法令無限期中止，現時法蘭西政府是“革命性的，直到得到和平”。最終督政府的憲法是完全不同的。
面對發蘭西全境大約六十省或大或小的叛變，第一次反法同盟外國軍隊入侵，政府最迫切的事務就是戰爭。8月17日，公會投票通過普遍徵兵制，8月23日頒佈大規模徵兵法令，動員所有公民為戰爭努力，服役為士兵或參與軍需的供應。9月5日，國民公會制度化恐怖統治：系統性且致命的鎮壓國內感知的敵人。政策實施的結果，是使用暴力鎮壓並粉碎了對政府的訪抗。斷頭台成了一連串處決的象徵：路易十六已在恐怖統治開始前送上斷頭台；瑪麗-安托瓦內特、吉倫特派、奧爾良公爵、羅蘭夫人和其他許多人在刀刃下失去了生命。革命法庭草率判處數千人的死刑送上斷頭台，而暴民對其他受害者痛擊致死。有時人民因他們的政治見解或行動而死亡，但更多僅為單純的懷疑理由而受害，其他的或者被挾怨報復。大多數受害者裝在開放的農車隨便在運往斷頭台。車上這些受害者，將通過成群結隊男女的嘲弄。
恐怖統治的受害者共計約50,000。這些由革命法庭定罪的人，總數統計約貴族8％，神職人員6％，中產階級4％，72％為工人或被指稱囤積的農民，逃避徵兵制、逃兵、叛亂和其他所謂的最小的罪行。按這些社會群體統計，羅馬天主教會神職人員的損失，受害的比例最大。
另一個反教權動亂的形成，是因10月24日，革命日曆的通過實施。反對羅伯斯庇爾自然神論和“美德共和國”（Republic of Virtue）的概念，埃貝爾和皮埃爾·加斯帕爾·肖梅特的無神論的行動，以去除法蘭西基督教社會運動為發端的。實行去除基督教主張的方案是針對天主教，最終成為反對所有形式的基督教，包括驅逐神職人員，其中許多人被定罪死刑，封閉教堂、革命機構和公民的禮拜，大規模毀損宗教古蹟，取締公共和私人的崇拜和宗教教育，強迫神職人員結婚和絕棄他們的神職。 1793年10月21日頒布的法律，只要見到所有的可疑的祭司和庇護他們的任何人都承擔死罪。 11月10日在巴黎聖母院大教堂的慶祝“理性”女神的活動達到最高的頂點。因為持不同政見者在現行法律被視為反革命，1794年春天，如埃貝爾極端忿激派和如乔治·雅克·丹东山嶽黨的溫和主義都被送上斷頭台。6月7日，羅伯斯庇爾先前曾譴責理性崇拜，倡導新的國教並建議國民公會承認神的存在。第二天，舉行的自然神論“至上崇拜”儀式了作為革命官方的宗教內容。和埃貝爾的有點受歡迎的節日慶典相比，這個嚴肅的新”美德宗教”的種種跡象表明其受到巴黎市民的敵視。

## 與羅伯斯庇爾衝突、被逮捕、定罪和處決
攻擊吉倫特派成功後，1793年的秋天，他繼續攻擊他認為太溫和的其他人，包括丹东、皮埃爾·菲利普和羅伯斯庇爾。
1794年3月13日夜晚，得到雅各賓派支持的國民公會政府，被激怒，不願贝特朗·巴雷尔、让-马里·科洛·代尔布瓦和雅克-尼古拉·俾约-瓦伦反对，最後決定占压，命令逮捕埃貝爾派的領導人，包括在戰爭部和其他地點的人。
革命法庭對待埃貝爾非常不同於丹东，更像審訊一個小偷而不是一個陰謀家；他的早期詐騙被揭露並鑒定。他與他的共同被告在審訊的第三天被判處死刑。1794年3月24日，他們在斷頭台被處決。
前往斷頭台的路上埃貝爾昏暈了幾次，當他被安置在斷頭刀刃下時，歇斯底里地尖叫著。埃貝爾的劊子手調整斷頭刀刃，使其停在他脖子上方數英寸處逗弄他。在第四次時，才真正實施處決。他的屍體埋在马德莱娜墓地。二十天後，1794年4月13日，他的遺孀被處決，她的屍體被埋在埃朗西斯公墓。

## 影響
在法蘭西大革命中，埃貝爾由於他的《迪歇纳老爹报》對某些政治事件的結果，有強烈的影響力。在革命期間大多數的政治決策，都是小事件隨著時間推移的積累，所以《迪歇纳老爹报》影響法蘭西普羅大眾的能力確實是顯著的。

## 畫廊

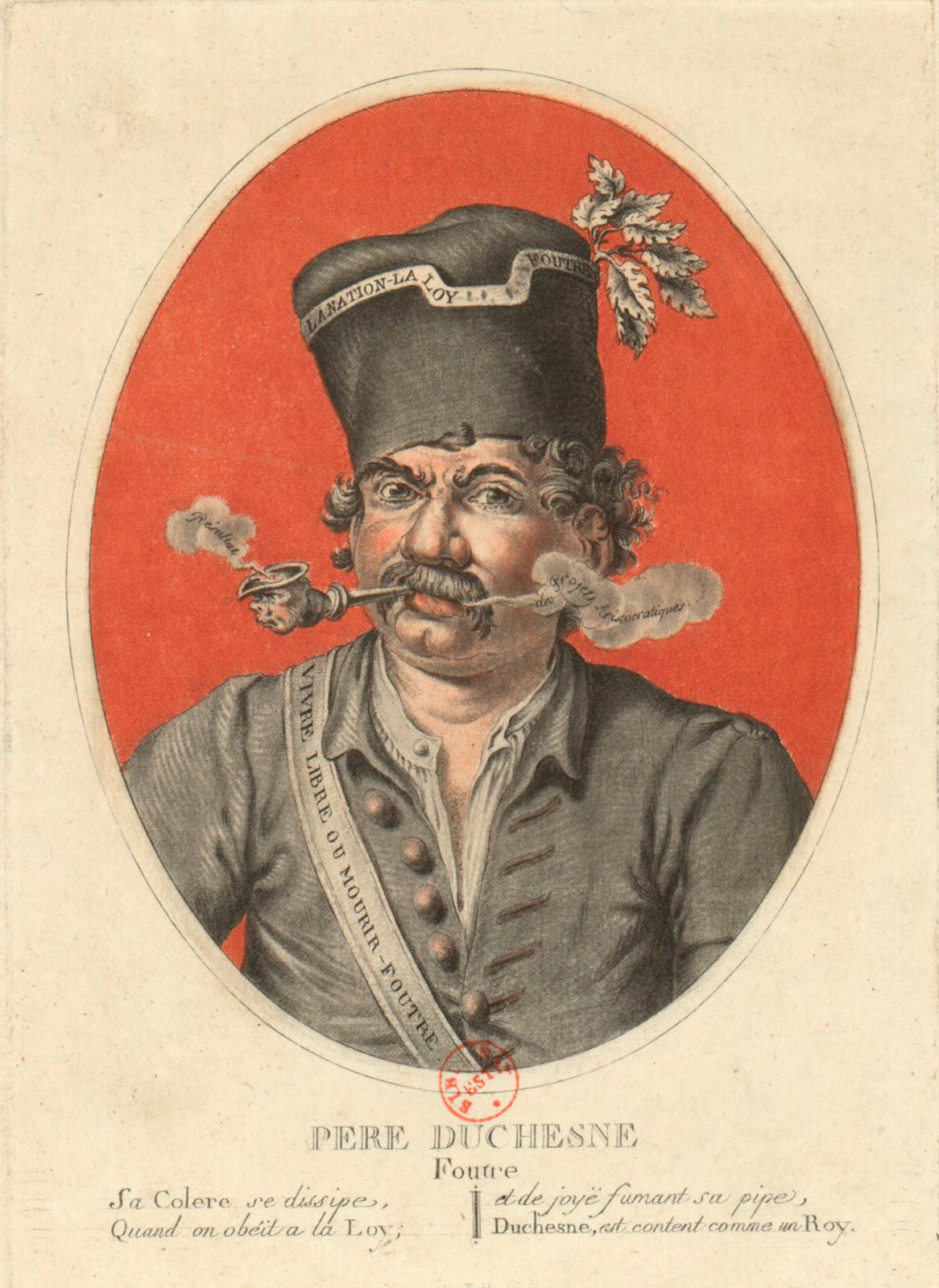
《迪歇纳老爹报》刊頭插畫
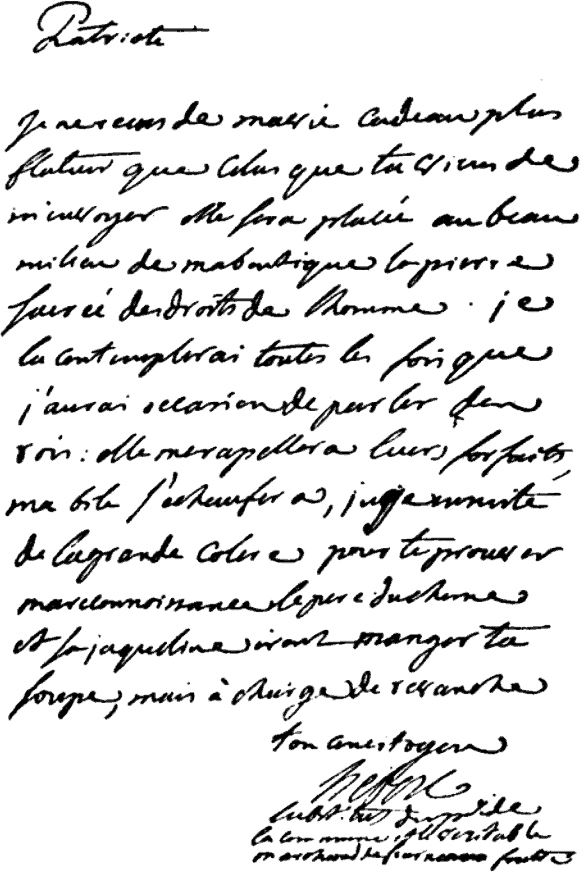
埃貝爾寫給市民皮埃尔-弗朗索瓦·帕鲁瓦（英语：Pierre-François Palloy）的信

## 外部連結
- Jacques Hébert Internet Archive （页面存档备份，存于） on 馬克思主義文庫